# Vlachovo
Vlachovo (bis 1927 slowakisch auch „Vlachov“; deutsch Lambsdorf oder Lampertsdorf, ungarisch Oláhpatak) ist eine Gemeinde im Osten der Slowakei mit 764 Einwohnern (Stand 31. Dezember 2024), die zum Okres Rožňava, einem Kreis des Košický kraj gehört und zur traditionellen Landschaft Gemer gezählt wird.

## Geographie
Die Gemeinde befindet sich im Südostteil des Slowakischen Erzgebirges im Tal der Slaná. Das mehr als 37 km² umfassende Gemeindegebiet ist mit Ausnahme des Tals gebirgig, mit dem Ostteil im Gebirge Volovské vrchy und höchstem Berg Babiná (1277 m n.m.) und dem Westteil in den Stolické vrchy. Das Ortszentrum liegt auf einer Höhe von 397 m n.m. und ist sieben Straßenkilometer von Dobšiná sowie 19 Straßenkilometer von Rožňava entfernt.

## Geschichte
Das Dorf wurde zum ersten Mal 1427 als Alahpathaka sowie Lampertfalva schriftlich erwähnt. Man geht davon aus, dass Bergleute aus der nahen Stadt Dobschau den Ort gegen 1300 gegründet haben und er somit im Mittelalter ein vom Bergbau geprägtes Dorf war. Der alte Name ist entweder vom Namen des Schultheißes oder vom Patrozinium hergeleitet. Im frühen 15. Jahrhundert wurden Wallachen eingeladen, um sich im Ort und den umliegenden Bergen niederzulassen. Nach einem Verzeichnis von 1427 waren 40 Porta fällig.
Im Verlaufe der Zeit verlieren jedoch sowohl Bergleute als auch Wallachen ihre Rechte, als Folge der erhöhten Naturalienbedürfnisse des Geschlechtes Bebek, das der Ortsherr war. 1566 wurde der Ort, wie andere in der Gegend, von den Türken verwüstet. Ende des 16. Jahrhunderts kam er zum Herrschaftsgebiet der Burg Krásna Hôrka und somit zum Geschlecht Andrássy, das bis zum 20. Jahrhundert hinein bedeutend blieb. 
In der Neuzeit waren neben Landwirtschaft und Bergbau auch Hammerwerke bedeutend. Im 17. Jahrhundert sind zwei Hammerwerke nachgewiesen und zum Anfang des 19. Jahrhunderts gab es sogar vier Hammerwerke und vier Öfen. Im Jahr 1828 lebten im Ort 967 Einwohner. 1843 wurde ein Hochofen gebaut, der bis zum Ende des 19. Jahrhunderts arbeitete. 1904 brach ein verheerender Brand aus, dem fast das ganze Dorf zum Opfer fiel und im Nachspiel wanderten viele Einwohner aus.

## Bevölkerung
| Jahr                | 1994 | 2004 | 2014    | 2024     |
| ------------------- | ---- | ---- | ------- | -------- |
| Anzahl der Personen | 914  | 914  | 860     | 764      |
| Unterschied         |      | +0 % | −5,90 % | −11,16 % |

| Jahr                | 2023 | 2024 |
| ------------------- | ---- | ---- |
| Anzahl der Personen | 764  | 764  |
| Unterschied         |      | +0 % |

Ergebnisse nach der Volkszählung 2001 (950 Einwohner):
| Nach Ethnie: - 99,58 % Slowaken - 0,32 % Magyaren | Nach Konfession: - 76,95 % evangelisch - 11,37 % konfessionslos - 10,63 % römisch-katholisch |

## Sehenswürdigkeiten
- evangelische Kirche im gotischen Stil, 1870 erweitert
- Andrássy-Landschloss aus dem 18. Jahrhundert
- Hochofen aus dem Jahr 1843 mit einer Hütte, technisches Denkmal, heute vom Slowakischen Technischen Museum verwaltet
- SNP-Denkmal, 1984